# Vlkýš
Vlkýš je vesnice a část obce Heřmanova Huť v okrese Plzeň-sever v Plzeňském kraji. Vlkýš je také název katastrálního území o rozloze 5,94 km², ve kterém se nachází také evidenční část obce Vlkýš I.

## Historie
Vlkýš je jmenován jako Welchis/Welkis/Wilkis již v listinách kladrubského kláštera z let 1115 a 1186. Do světských rukou se dostal asi již před husitskými válkami. Byla zde tvrz, na níž sídlil v letech 1450–1457 Jan z Třebouně. První písemná zmínka o vesnici pochází z roku 1457. Od roku 1475 ji drželi Hošťálkové z Hojnestu a po nich Henigárové z Žeberka. V roce 1636 získal Vlkýš měšťan Jan starší Vodňanský a 1673 Kfelířové ze Zakšova, ti roku 1757 prodali statek Videršpergárům, kteří zde sídlili až do roku 1813. Roku  1844 koupil statek podnikatel Heřman Lindheim a začal poblíž budovat železárnu s válcovnou, nazvanou podle něho Heřmanova Huť. V roce 1857 velkostatek koupila Pražská železářská společnost a od ní v roce 1879 Josef a František Schultesovi, jejichž potomci drželi velkostatek Vlkýš až do jeho likvidace po roce 1945.
Vesnice Vlkýš se nacházela kolem zámku. Na rozhraní katastrů těchto částí, u železniční stanice, vznikla centrální část obce, z větší části součást Vlkýše. V roce 2018 byla vyčleněna nová evidenční část obce Vlkýš I, která zahrnuje původní vesnici Vlkýš, zatímco tento název zůstal centru obce.

## Obyvatelstvo
{{Tabulka počtu obyvatel]}

## Obecní správa
Při sčítání lidu v letech 1850–1954 byl Vlkýš samostatnou obcí v okrese Stříbro. V roce 1954 byla sloučena s Dolními a Horními Sekyřany do obce Heřmanova Huť, nejprve v okrese Stod, ale od roku 1960 v okrese Plzeň-sever. V letech 1850–1920 k obci patřil Vrhaveč.

## Pamětihodnosti
- Zámek – je prvně uváděn v 18. století, ale mohl vzniknout přestavbou staré tvrze. Patrová stavba s mansardovou střechou a klenutým přízemím.
- Kaple svatého Jana Nepomuckého z roku 1720, rozšířená 1763
- Věžový vodojem a rozhledna Heřmanova Huť

## Osobnosti
- Václav Melzer (1878–1968), pedagog a mykolog

## Další fotografie

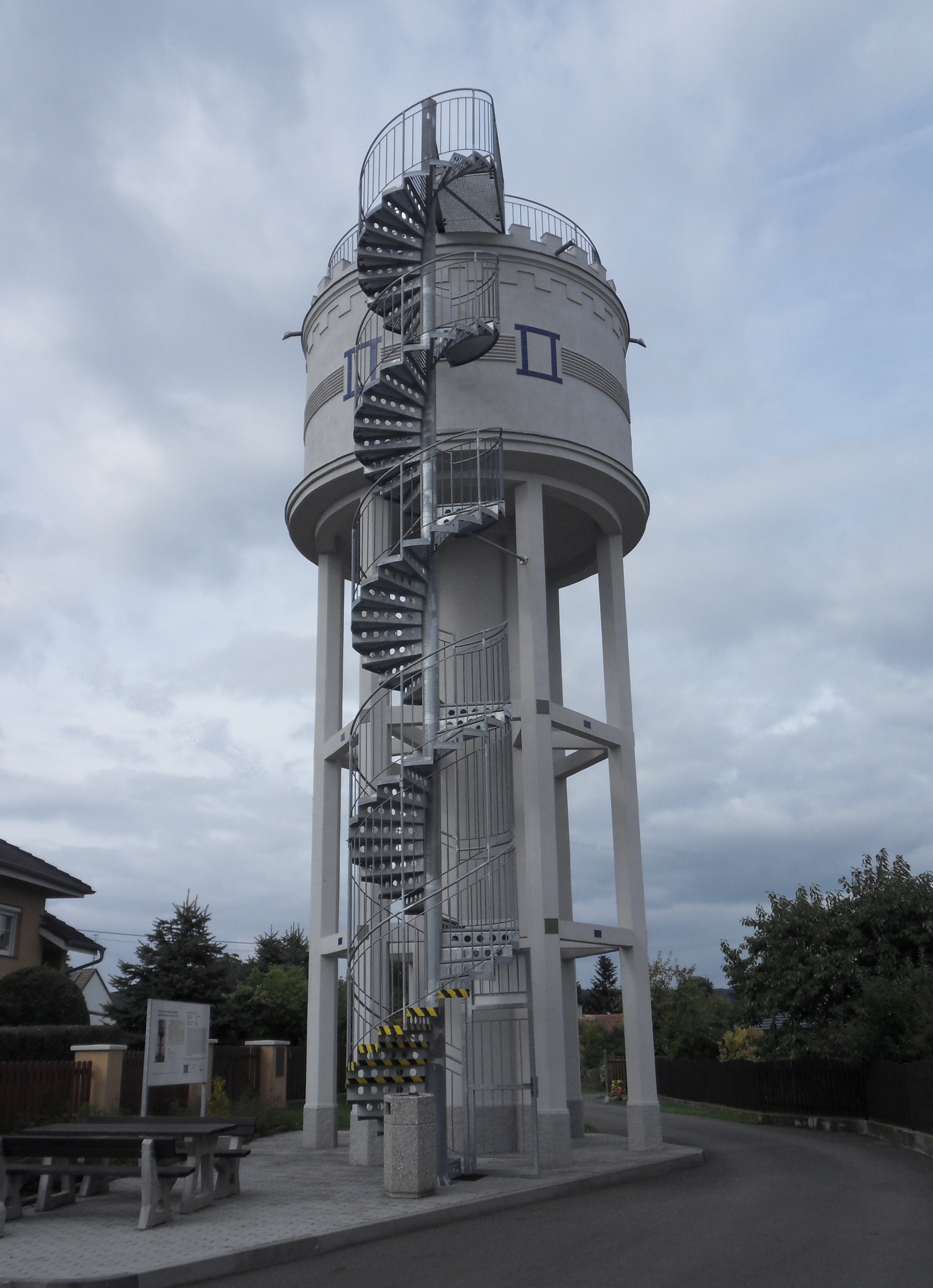
Vodojem – rozhledna
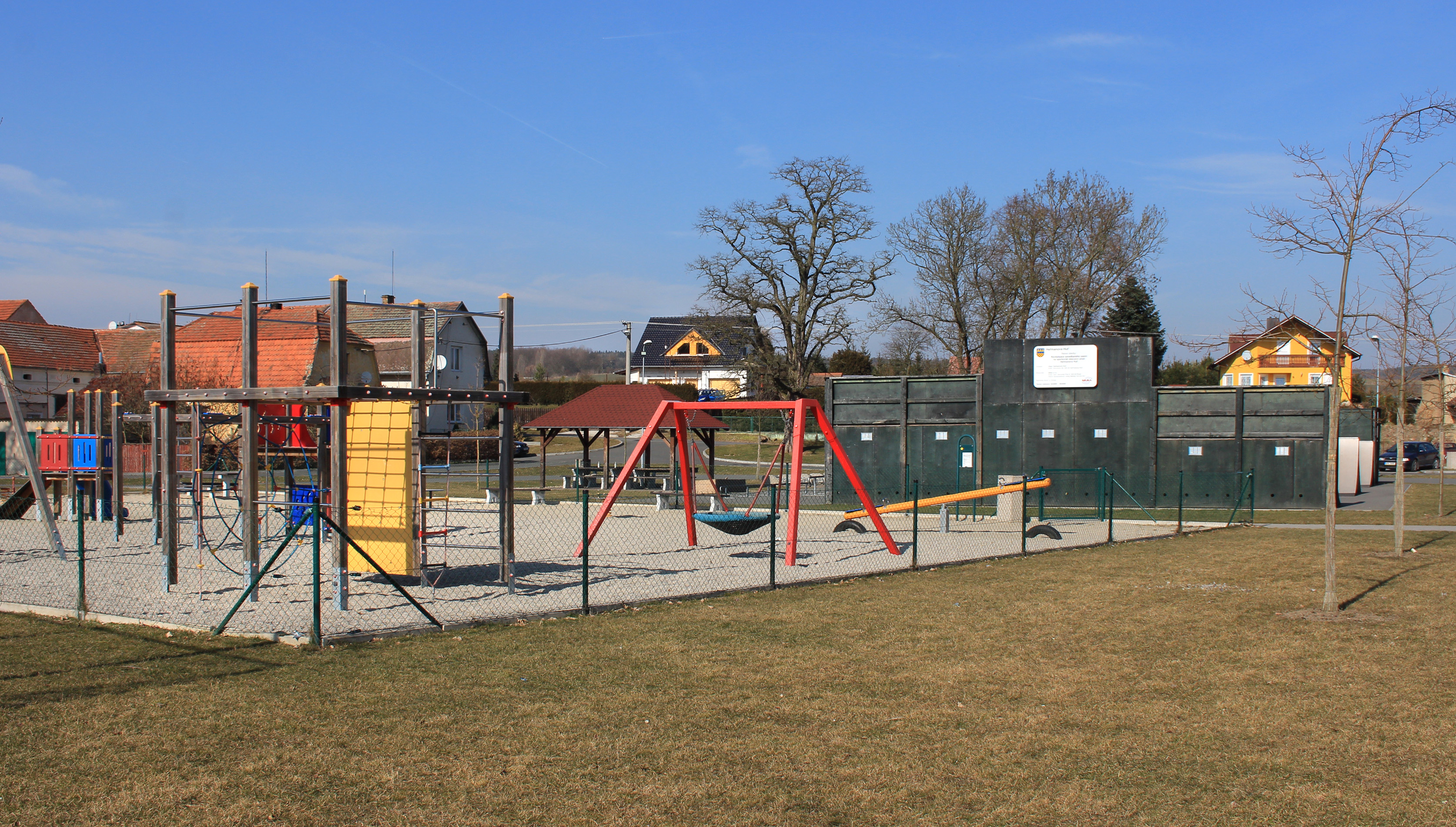
Nové dětské hřiště